# Jingle Balls
«Jingle Balls» — пісня американського ню-метал гурту Korn, записана протягом студійних сесій третього студійного альбому Follow the Leader. Його видали в Австралії як ексклюзивний семплер разом з треком «Wake Up» у 1999.

## Музика й структура
«Jingle Balls» — дез-метал версія композиції Sexart «Juice-Seven» у ритмі різдвяної пісні «Jingle Bells». Трек потрапив до бонусного міні-альбому All Mixed Up. Дещо іншу версію з волинками оприлюднили на лос-анджелеській радіостанції KROQ під час «Almost Acoustic Christmas» у грудні 1998.

## Список пісень
- CD SAMP 2164

1. «Jingle Balls» — 3:27
2. «Wake Up» — 4:07
3. «Lift» (у вик. Sunk Loto) — 3:46
4. «Sick» (у вик. Dope) — 3:09